# 榛原町 (奈良県)
榛原町（はいばらちょう）は、かつて奈良県にあった町。2006年（平成18年）1月1日に合併で宇陀市が発足し、自治体としての榛原町も廃止された。
2011年（平成23年）3月までは宇陀市の地域自治区として榛原区が存在した。
静岡県の榛原町（現・牧之原市）と区別するため、大和榛原（やまとはいばら）と呼ばれることもある。

## 地理
奈良県の中東部に位置し、四方を山地に囲まれていた。町の北部を近鉄大阪線や国道165号が横断していた。宇陀地区の中心となる町だった。

### 地形
大和高原の南端に位置していた。町内を流れる宇陀川・芳野川周辺の平坦地と、それを取り囲む山地で構成される。平坦地の部分でも海抜300m前後であり、周囲の山は600〜800mだった。
河川
- 宇陀川
- 芳野川

### 隣接していた自治体
- 奈良県
  - 奈良市
  - 桜井市
  - 宇陀郡 大宇陀町、菟田野町、室生村
  - 吉野郡 東吉野村

### 気候
榛原町は大和高原の南端に位置し、奈良盆地との標高差も200m以上あることから盆地ではなく、高原性の気候区分に属する。夏場は奈良盆地に比べれば幾分涼しく、冬場には凍結、積雪などの状況にも見舞われる。また、雨量も比較的に多い。しかし、近年の温暖化のためか年々極寒の日は少なくなっている。

## 歴史
- 1889年（明治22年）4月1日 - 町村制の施行により、萩原村・下井足村・上井足村・足立村・福地村・長峯村・赤瀬村・額井村・戒場村・山辺三村・篠楽村・雨師村の区域をもって榛原村が発足。
- 1893年（明治26年）9月27日 - 榛原村が町制施行して榛原町となる。
- 1954年（昭和29年）7月1日 - 伊那佐村および磯城郡桜井町の一部（笠間・安田）を編入。
- 1955年（昭和30年）4月1日 - 内牧村を編入。
- 1969年（昭和44年）4月1日 - 桜井市の一部（角柄・柳）を編入。
- 2005年（平成17年） - 榛原町役場が榛原萩原2019から新庁舎に移転。
- 2006年（平成18年）1月1日 - 大宇陀町・菟田野町・室生村と合併して宇陀市が発足。同日榛原町廃止。旧榛原町役場は宇陀市役所本庁舎となる。
- 2017年（平成29年） - 榛原リサイクルセンターとして活用されていた旧役場跡地が放火される。2018年（平成30年）に解体された。

## 行政

### 歴代町長
- 第29代〜第31代 高野隆雄 - 1947年2月16日〜1959年4月30日
- 第32代 前川秀一 - 1959年5月1日〜1963年4月30日
- 第33代 高野隆雄 - 1963年5月1日〜1967年4月17日
- 第34代 河井源次郎 - 1967年4月28日〜1969年4月14日
- 第35代〜第41代 福井茂弘 - 1969年5月25日〜1997年5月24日
- 第42代〜第45代 前田禎郎 - 1997年5月25日〜2005年12月31日

出典 : 宇陀市公式サイト

### 姉妹都市・提携都市
- 榛原町（静岡県）

### 合併問題
宇陀郡6町村による「宇陀地区合併協議会」を設置したが、曽爾村と御杖村が離脱して合併協議会が解散した。その後、残る4町村による合併協議会が設置され、2006年（平成18年）1月に宇陀市が誕生した。

## 経済
林業・農業を中心とする。これに加えて、軽工業の工場も散在している。

## 教育

### 小学校
- 榛原町立大王小学校
- 榛原町立伊那佐小学校
- 榛原町立榛原小学校
- 榛原町立東榛原小学校
- 榛原町立内牧小学校

### 中学校
- 榛原町立榛原中学校

### 高等学校
- 奈良県立榛生昇陽高等学校

## 交通

### 鉄道
- 近畿日本鉄道
  - 大阪線：（桜井市） - 榛原駅 - （室生村）

### 道路
- 一般国道
  - 国道165号
  - 国道369号（榛原バイパス）
  - 国道370号
- 県道
  - 主要地方道
    - 奈良県道31号榛原菟田野御杖線

  - 一般県道
    - 奈良県道198号粟原榛原線
    - 奈良県道217号高塚野依線
    - 奈良県道218号内牧菟田野線

## 施設
- 奈良県警察宇陀警察署 - 所在地は萩原。
- 榛原映画劇場 - 映画館[3]。

## 名所・旧跡・観光スポット

### 名所・旧跡
- 八咫烏神社 - 式内社。旧社格は県社。
- 宇太水分神社下社 - 式内社。旧社格は県社。
- 墨坂神社 - 健康の神を祀る神社としては日本最古とされる[4]。
- 仏隆寺 - 真言宗寺院。室生寺の末寺。石室は重要文化財。
- 戒長寺 - 真言宗寺院。銅鐘は重要文化財。
- 額井岳 - 標高812メートルの山。
- 山部赤人の墓（伝） - 東海自然歩道沿いにある五輪塔。
- 榛原空襲供養塔 - 1975年建立の供養塔[5]。11人の死者を出した1945年7月24日の榛原空襲を記念している。
- 伊勢本街道

### 観光スポット
- 鳥見山（鳥見山公園）
- 子供の森公園

## 出身有名人
- 津村重舎 - 実業家。ツムラの前身である中将湯本舗津村順天堂の創業者[6]。
- 山田安民 - 実業家。ロート製薬の前身である信天堂山田安民薬房の創業者[6]。
- 山田輝郎 - 実業家。ロート製薬会長。山田安民の息子。
- 田村元秀 - 天文学者。
- 水越潤 - サッカー指導者[7]。
- 染田賢作 - プロ野球選手[8]。